# 勞雷爾縣 (肯塔基州)
勞雷爾縣（英語：Laurel County）是美國肯塔基州東南部的一個縣，東鄰西維吉尼亞州。面積1,149平方公里。根据美國2000年人口普查，共有人口52,715人。縣治倫敦 (London)。
成立於1825年12月12日。縣名來自山月桂 （Kalmia latifolia）或同名的河 （坎伯蘭河支流）。
本縣的北科爾賓 （North Corbin）是第一家肯德基家鄉雞的所在地。